# Breidings Garten
Breidings Garten ist ein Landschaftspark in der niedersächsischen Stadt Soltau, der ab 1850 nach englischem Vorbild angelegt wurde und seit 1993 unter Denkmalschutz steht. Für die Deutsche Stiftung Denkmalschutz gilt die Parkanlage „in ihrer Vielfalt in ganz Niedersachsen als einzigartig“.

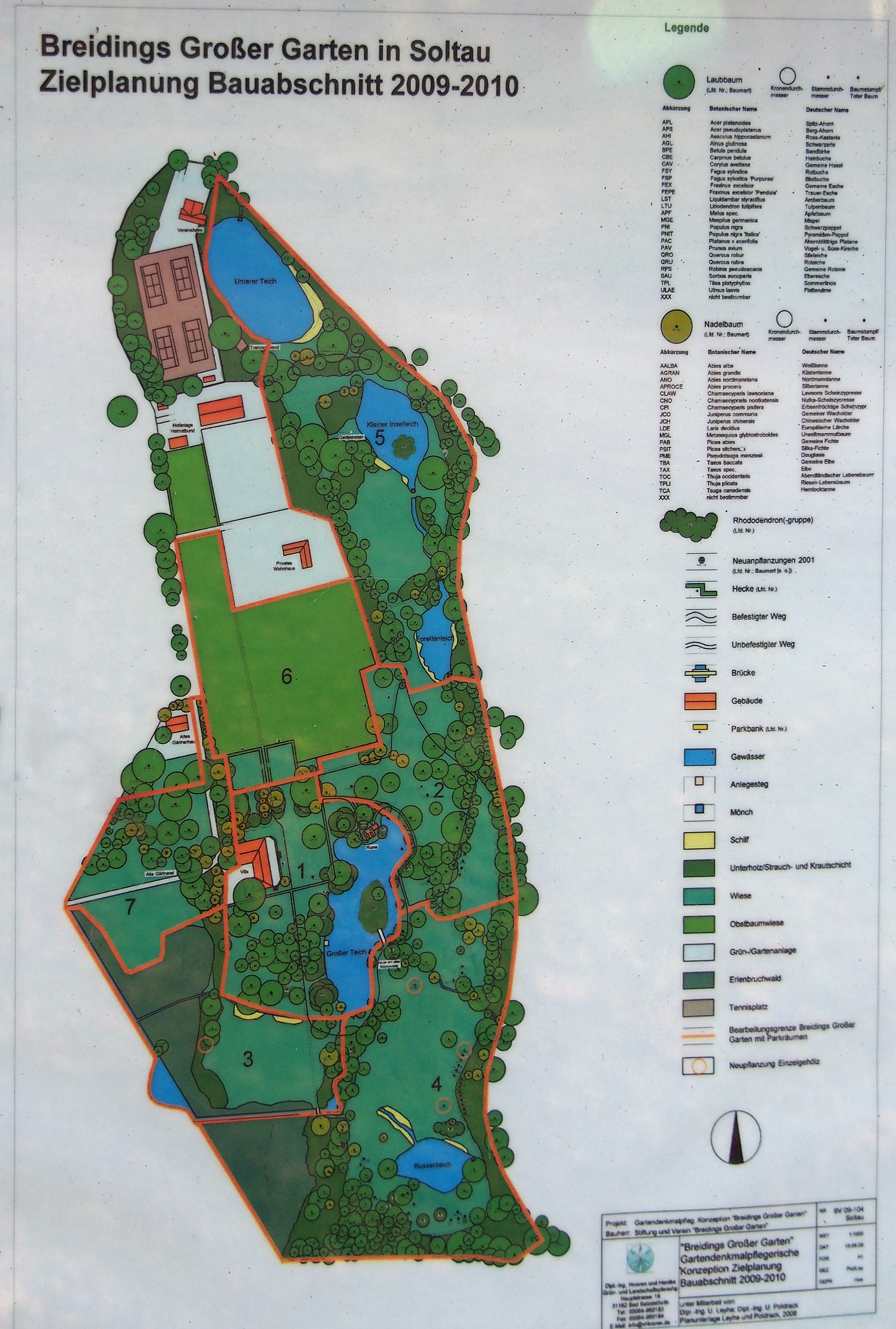
Übersichtsplan des Breidings Garten

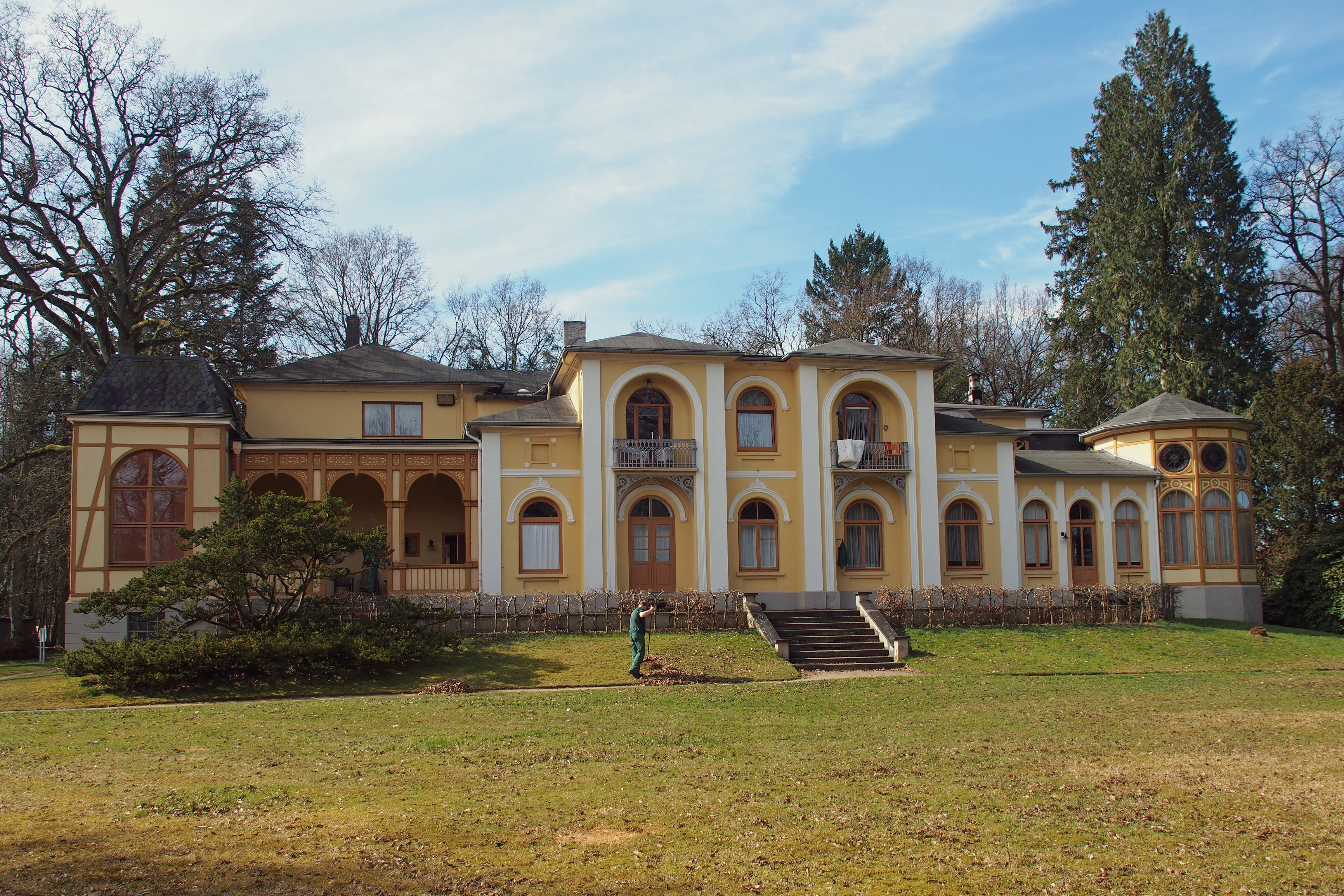
Villa

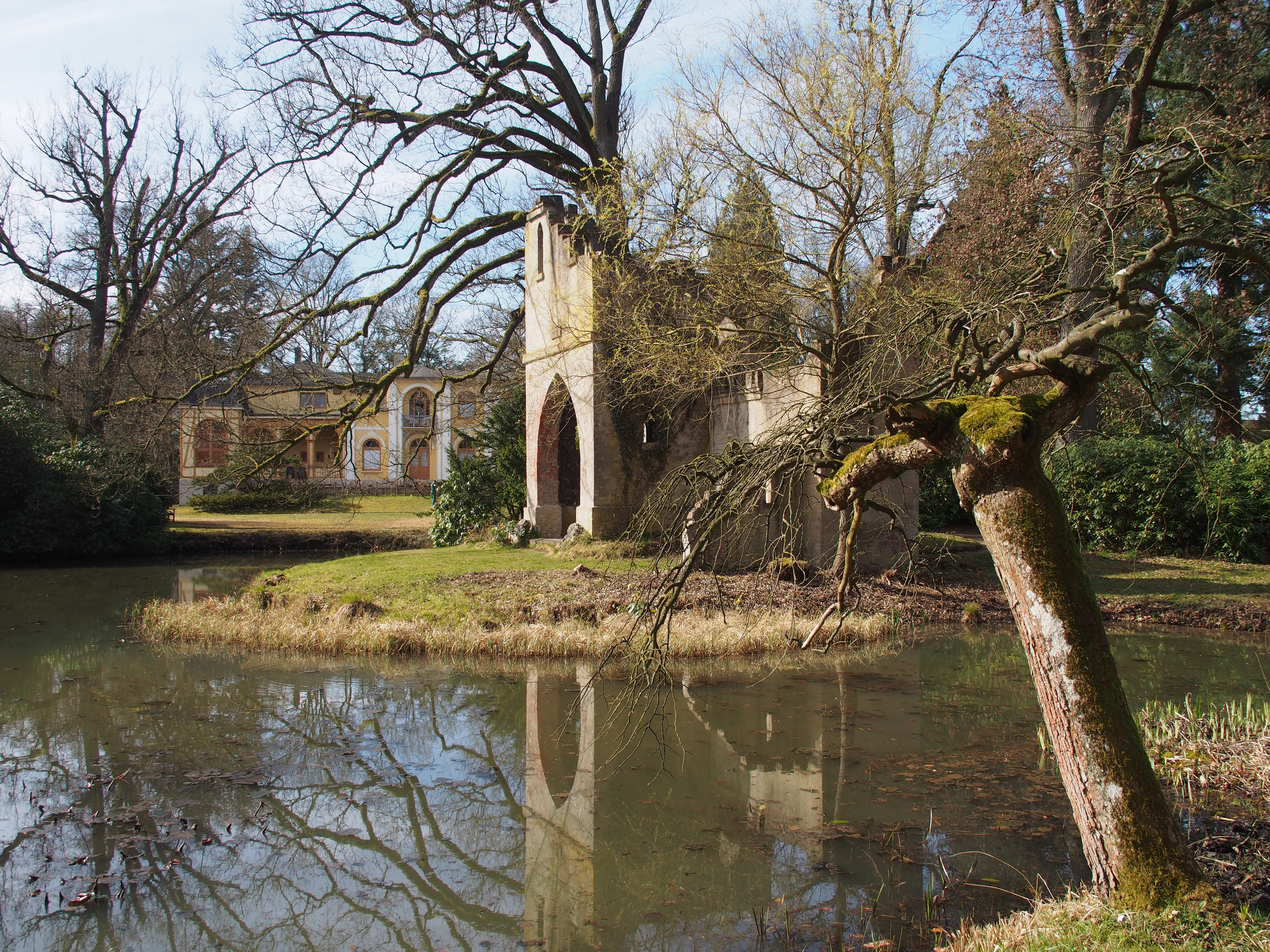
Villa, Ruine und Großer Teich

## Lage
Breidings Garten befindet sich südlich der Soltauer Innenstadt in der Flussaue der Böhme und besitzt daher einen relativ hohen Grundwasserstand und feuchte Böden.

## Geschichte
Angelegt wurde der Garten ab 1850 vom Soltauer Unternehmer und Industriellen August Röders, Gründer der Firma Carl Breiding & Sohn, die jahrzehntelang erfolgreich in der Herstellung von Bettfedern und Filz tätig war. Was erst im Kleinen mit dem Anpflanzen von Bäumen und Sträuchern, dem Anlegen von Teichen und Wegen und dem Errichten eines kleinen Landhauses begann, wuchs durch zahlreiche Umbauten schnell zu einem 12 ha großen Landschaftspark an. Das Landhaus entwickelte sich nach zahlreichen Umbauten zu einer Villa im italienischen Stil. 1870 wurde eine künstliche Burgruine errichtet. Als typische Elemente der 1930er Jahre sind zahlreiche Rhododendronpflanzungen zu sehen.
Sowohl einige Bomben und ein explodierter Munitionswagen am Ende des Zweiten Weltkrieges als auch ein Orkan im Jahr 1972 hatten dem Park erhebliche Schäden zugefügt. Nach dem Krieg wohnten in der Villa Flüchtlinge, die wegen des Mangels an Nahrungsmitteln den Pleasureground in einen Kartoffelacker umwandelten. In den 1960er Jahren wurden am Rand der Anlage einige Tennisplätze angelegt, die ebenfalls nicht zur Verbesserung des Gesamtbildes beitrugen. Dennoch wurde der Park 1993 unter Denkmalschutz gestellt. 2001 wurden an der Ostseite des Großen Teiches Azaleen gepflanzt, da diese aber zum einen die historische Sichtachse von der Villa in den Park unterbrechen und auch farblich nicht zu den restlichen Rhododendren passten, sollten sie wieder entfernt werden.
2005 meldete das Unternehmen Carl Breiding & Sohn Konkurs an und der Garten konnte nicht mehr gepflegt werden, so dass er zunehmend verwilderte und verkauft werden sollte. Als bekannt wurde, dass ein Interessent einen Teilabriss plante, um neue Wohneinheiten zu bauen, gründeten Soltauer Bürger 2007 den Verein Breidings Garten e.V., um den Garten zu erhalten. Bei der Zwangsversteigerung des Geländes 2008 erhielt die eigens gegründete Stiftung den Zuschlag. An dem Kaufpreis von 260.000 Euro beteiligten sich unter anderem die Stadt Soltau, die Volksbank Lüneburger Heide und Mitglieder der Familie Röders.

## Anlage

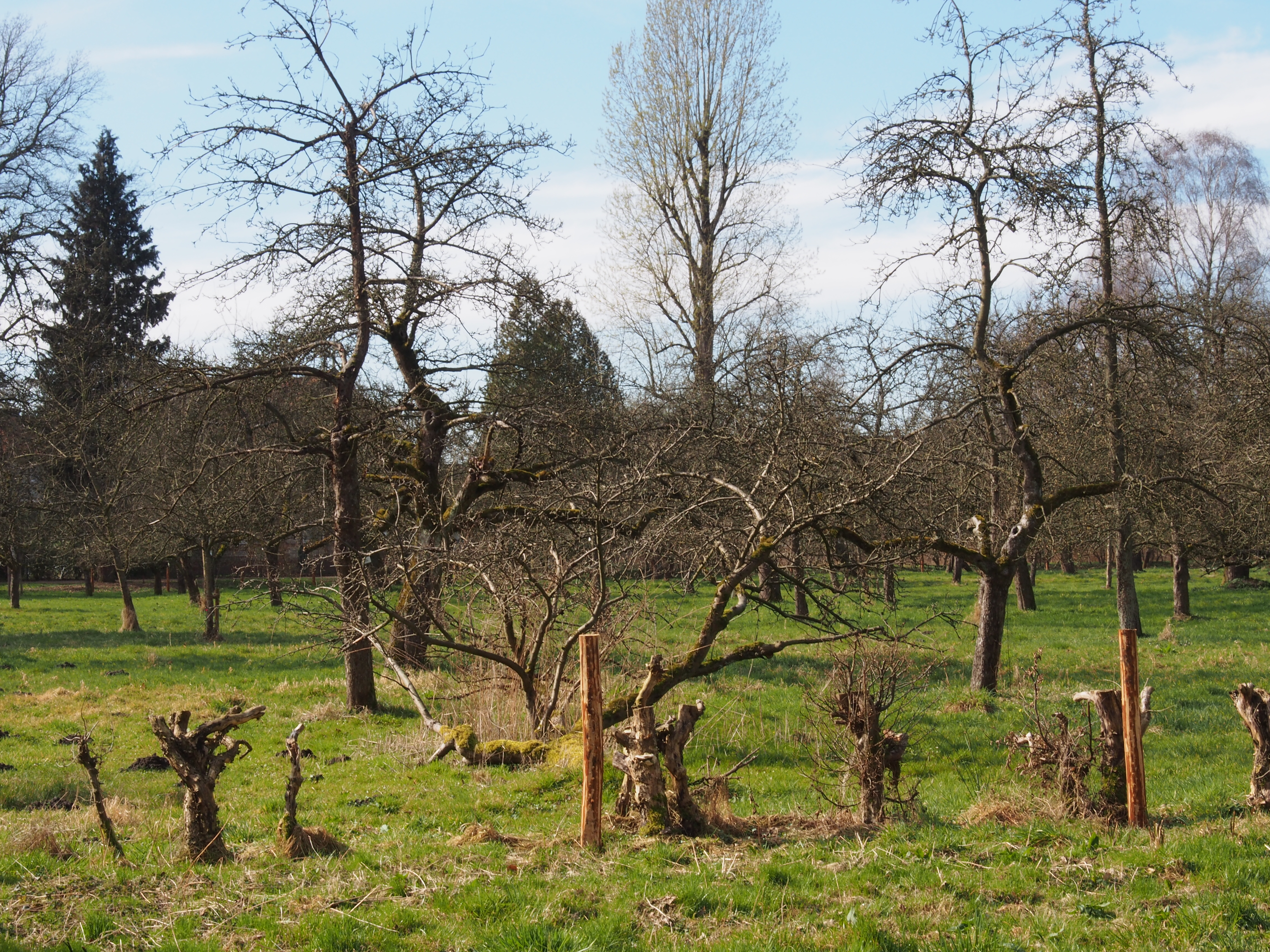
Streuobstwiese

Auf einer leichten Anhöhe stehend, stellt die Villa im italienischen Stil den zentralen Punkt des Parks dar. Eine Treppe führt von der Villa herab zu einem Pleasureground, einer großen Rasenfläche mit zahlreichen Blumenteppichen, die von geschwungenen Wegen durchlaufen wird. Daran schließt der Große Teich mit Springbrunnen an. Dahinter beginnt die eigentliche Parklandschaft mit Rasen- und Wiesenflächen und verschiedenen Baumgruppen. Am nördlichen Rand des Teiches befindet sich eine künstliche Burgruine, die gleichzeitig als Wasserspeicher für den Springbrunnen und die Parkbewässerung dient. Auch ein Nutzgarten mit Obstwiese und Gärtnerei und eine Richtung Tetendorf führende Lindenallee gehören zu der Anlage. Nördlich der Villa befinden sich verschiedene Heckenboskette.

## Baumarten

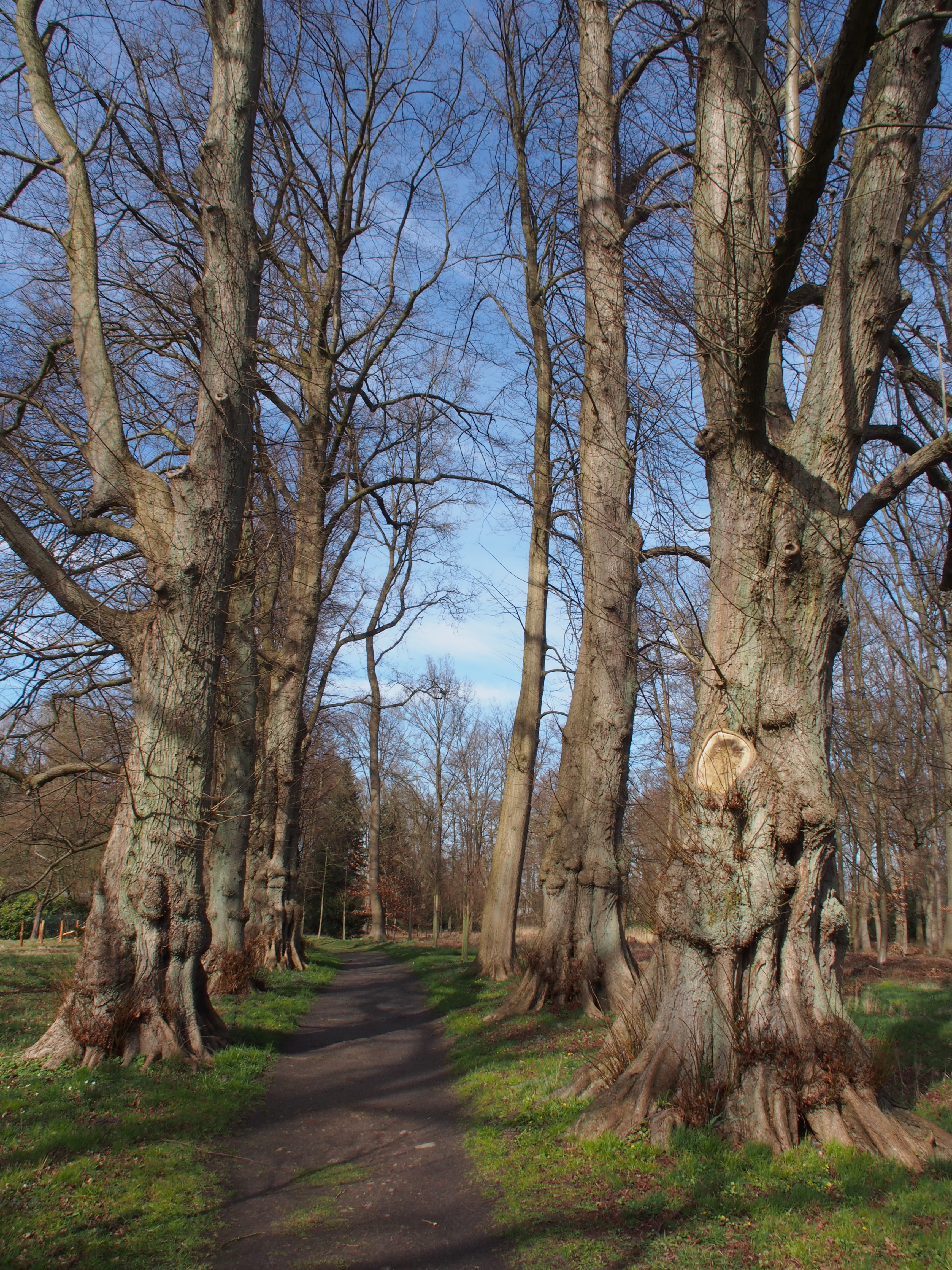
Lindenallee

Auf dem Parkgelände sind insgesamt 38 verschiedene Baumarten gepflanzt. Insbesondere heimische Laubarten wie Stieleiche, Sommerlinde, Rotbuche, Schwarzerle, Hainbuche, Sandbirke und Esche prägen das Bild. Zudem finden sich einige Exemplare von Bergahorn, Spitzahorn und der Gemeinen Hasel. Seltenere vorkommende Arten sind Blutbuche, Hänge-Esche und Hänge-Flatterulme. Dazu kommen die Nadelarten Fichte und Europäische Eibe. Weitere ausländische Laubbäume sind Roteiche, Rosskastanie, Robinie, Silberahorn, Tulpenbaum, Amberbaum, an Nadelbäumen finden sich des Weiteren die Arten Douglasie, Küstentanne, Lawsons Scheinzypresse, Abendländischer Lebensbaum, Riesenlebensbaum, Sitkafichte und Nootka-Scheinzypresse. Jeweils ein Exemplar existiert von der Kanadischen Hemlocktanne und der Nordmanntanne. Die genannten einheimischen und nordamerikanischen Arten werden ergänzt durch die Sawara-Scheinzypresse aus Japan und einem Urweltmammutbaum aus China.

## Verein und Stiftung
Der Verein Breidings Garten e.V. wurde 2007 gegründet und kümmert sich tatkräftig um die Pflege des Gartens. 2008 entwickelten André Poldrack und Urs Leyhe von der Leibniz Universität Hannover in Zusammenarbeit mit dem Verein in ihrer Diplomarbeit ein Konzept für die zukünftige Pflege des Parks. Der Verein versucht, den Park in das Bewusstsein der Soltauer Bürger zu rücken und veranstaltet dafür Fotoausstellungen oder organisiert den Verkauf von Postkarten und Fotokalendern. Vorsitzender des Vereins ist Horst Geißler.
2008 wurde die Stiftung Breidings Garten gegründet, die Villa und Park mit Hilfe von privaten Spendern und der Stadt Soltau in einer Versteigerung aus der Konkursmasse der Firma Carl Breiding & Sohn erwarb und sich seitdem insbesondere um den Erhalt der Villa, aber auch des Parks gemeinsam mit dem Verein Breidings Garten e.V. bemüht. Die Stiftung Breidings Garten vermietet Villa und Teile des Parks für Firmen- oder private Veranstaltungen wie Trauungen, Tagungen, Jubiläen, Empfänge oder als Filmkulisse etc.